# Roye-sur-Matz
Roye-sur-Matz är en kommun i departementet Oise i regionen Hauts-de-France i norra Frankrike. Kommunen ligger i kantonen Lassigny som tillhör arrondissementet Compiègne. År 2022 hade Roye-sur-Matz 451 invånare.

## Befolkningsutveckling
Antalet invånare i kommunen Roye-sur-Matz
| Referens: INSEE |